# 中國農場戰役
中國農場戰役（英語：Battle of the Chinese Farm）是1973年10月15日至17日期間埃及軍隊和以色列國防軍之間在西奈半島上爆發的戰鬥，中國農場戰役也是贖罪日戰爭中最大規模的一場戰車戰役。因為戰場靠近一個農業研究站，而該農業研究站使用了日本製造的設備，在設備上的日文被以色列方面誤認為是中文，故而被稱為“中國農場”。
在戰役中，埃及軍建立強固的防線，以色列軍推進極為緩慢，且損失慘重。不過以色列軍最終在此役擊敗埃及軍，取得該場戰爭的主導權，埃及被迫撤出西奈半島，並在蘇伊士運河以西抵擋以軍的反攻。